# 李本琪
李本琪（1970年—），四川大邑人，汉族，中华人民共和国政治人物、第十一届全国人民代表大会解放军代表。
毕业于西南交通大学自动控制专业，是中共党员。担任西昌卫星发射中心01指挥员。2008年起担任全国人大代表。